# Jolies Ténèbres
Jolies Ténèbres (en español Dulces tinieblas, también conocida como Preciosa oscuridad)es una novela gráfica francesa, escrita por Fabien Vehlmann e ilustrada por el dúo Kerascoët.

## Sinopsis
La novela está centrada en unos seres diminutos cuyo hogar se viene abajo de forma súbita. Cuando consiguen huir, el lector descubre que esos seres vivían en el interior de una niña humana que ha fallecido en mitad de un bosque; cada uno de esos personajes representa sus distintos sentimientos. 
Al mismo tiempo que los seres diminutos tratan de sobrevivir a un nuevo mundo sin su referente, la obra refleja los peligros de la falta de formación para distinguir entre el bien y el mal. El comportamiento amoral del grupo contrasta con el estilo de dibujo, muy similar al de una ilustración infantil.

## Argumento
La protagonista de la historia, Aurora, es una niña ingenua que al comienzo de la novela mantiene una cita con el príncipe Héctor. De repente, el cuento de hadas en el que viven los personajes se viene abajo y todos se ven obligados a escapar. Ese «mundo» del que emergen los seres diminutos es una niña que permanece inerte en un bosque.
Aurora asume el liderazgo del grupo y trata de ayudar en todo lo que puede. Sin embargo, el resto de seres diminutos no tienen ningún referente y actúan por su cuenta, reforzando los aspectos más negativos de los sentimientos que representan. Al carecer de toda ética, estos personajes terminan asumiendo comportamientos inhumanos y monstruosos para sobrevivir en un nuevo hogar que se degrada, sin ser conscientes de los peligros del mundo real. La propia ingenuidad de Aurora también juega en su contra, ya que le impide darse cuenta de todo ello.
Con el paso del tiempo Aurora pierde a sus amigos en favor de Celia, una joven déspota que consigue poner al resto en su contra y termina casándose con Héctor, cuya personalidad resulta narcisista. También hay otros personajes como Plim, un ayudante de Aurora muy egoísta que actúa solo por su propio interés; Teodora, una chica tímida a la que solo se le ve un ojo; y Jane, una mujer independiente que abandona el grupo nada más empezar, y a la que Aurora admira.

## Edición
Jolies Ténèbres fue una de las primeras obras propias de Kerascoët, una pareja francesa de dibujantes formada por Marie Pommepuy y Sébastien Cosset. Pommepuy es también responsable de la idea original, que perfiló con ayuda del guionista Fabien Vehlmann (Seuls, Spirou). El estilo de dibujo combina el realismo del mundo humano con una estética propia de cuentos infantiles para los seres diminutos que protagonizan la historia, reforzada con colores en aguada.
La primera edición de Jolies Ténèbres fue publicada por Dupuis en marzo de 2009, en formato cartoné de novela gráfica y 96 páginas. Posteriormente fue reeditada en formato grande en noviembre de 2017, dentro de la colección Aire libre, con una nueva cubierta y 112 páginas que incluyen textos explicativos de los autores.
En España se han publicado ambas versiones con títulos distintos. La edición original corrió a cargo de ECC en 2015, a través de su sello Spaceman Books, bajo el título «Preciosa oscuridad». En 2024, Norma Editorial publicó el formato grande con una nueva traducción, «Dulces tinieblas».

## Recepción
Jolies Ténèbres ha sido definida como una «fábula para adultos» que impacta a través del contraste entre la belleza de los dibujos, propios de un cuento infantil, y la oscuridad de su argumento. En su reseña, el sitio web Zona Negativa explicó que uno de los puntos fuertes de la obra es que «da cabida a la reflexión» sobre temas profundos, relativos a la ética y la moral, con una neutralidad muy apropiada para la complejidad de la historia.
La obra fue galardonada en 2008 con un premio Prix Diagonale al mejor álbum. En 2010 formó parte de la selección oficial al mejor álbum del Festival Internacional de la Historieta de Angulema. Y después de ser editada en 2015 en Estados Unidos, obtuvo una nominación al premio Eisner en la categoría de «mejor edición norteamericana de material internacional».